# エゼルベルト (ケント王)

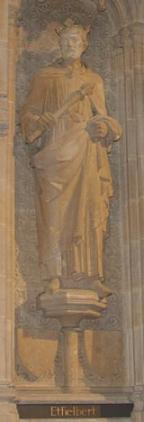
エゼルベルト

エゼルベルト（Æthelberht、560年頃 - 616年2月24日）はケント王国の国王。彼の名は日本語では「エゼルベルフト」とも書かれる。また古英語での綴りも一定しておらず、「Æthelbert」「Aethelberht」「Aethelbert」または「Ethelbert」という表記が見られる。
在位は580年代、590年代頃から始まり616年の彼の死まで王であった。7世紀の学僧ベーダ・ヴェネラビリスが記した『イングランド教会史』では、エゼルベルトをアングロサクソン諸国に対しての「インペリウム」を保持した王の一人に列しており、時代は下って9世紀に編纂されたアングロサクソン年代記では彼をブレトワルダの一人と記している。また彼は最初にキリスト教に帰依したアングロサクソン王としても知られる。
アングロサクソン年代記によると、彼は先代ケント王エオメンリッチの息子であり、妻はフランク王カリベルトの娘ベルタであったと伝えられる。また婚儀はエゼルベルトが王位に就いた以前になされたと思われ、この婚儀を通じて当時の西ヨーロッパで最も強力なメロヴィング朝フランク王国との同盟関係にあった。またグレゴリウス1世がキリスト教の伝道としてアウグスティヌスを派遣させた影響に、この妻ベルタの影響があったかもしれない。597年アウグスティヌスはサネット島に到着するが、到着後程なくエゼルベルトはキリスト教に入信している。そして教会は建てられ、幅広い改宗が行われた。その中でエゼルベルトは新たな教会を自国のカンタベリーに建て、それは現在聖アウグスティヌス修道院として知られている。この時礎として置かれた敷石が後のイギリス国教会の基礎となった。
エゼルベルトの治世に出されたケント王国の法典がゲルマン語派のものとしては最古で、複雑な罰金体系を明記している。大陸に近いケントは富裕な国であり、エゼルベルトは交易を自らの支配のもとで行っており、この事から罰金の複雑さが出てきたとも一説には考えられている。アングロサクソン人がブリテン島に上陸して以来、初めて通貨の流通が彼の治世のケント王国に見受けられている。
後にエゼルベルトはアングロサクソン諸国にキリスト教を広めた事から聖列に加えられた。彼を讃える日はもともと2月24日であったが、後に2月25日に変更された。

## 時代背景
5世紀になると大陸からブリテン島へ渡る侵入者の数が大規模となった。この中にはアングル人、サクソン人、ジュート人、フリース人がおり、その他にも多くの部族の者がいた。この部族たちは5世紀末にはイングランドの東部、南部を支配下に置くようになっていたが、バドン山の戦いでブリトン人勢力に敗北、以来50年の膠着状態が続いた。しかしながら550年ごろからブリトン人の勢力に陰りが見え始め、それから25年もの間にイングランド南部のほとんどの地域がこれら侵略者の手に委ねられる事となった。
ケントはバドン山の戦い以前にすでに侵略者の支配を受けていたと思われる。史的資料、考古学的調査からケント王国はユトランド半島南部からのジュート人の手によるものという証拠が挙がっている。よく知られている伝承では、ヘンゲストとホサの兄弟が449年にブリトン人王ヴォーティガンの傭兵としてこの地に足をついたと言われている。給与の問題で反旗を翻し、ホサはこの戦いで戦死するも、ヘンゲストはこの地にケント王国を建設したと言う。傭兵の反乱という話の素地としては真実味を帯びており、またケント王国の建設時期に関しては5世紀半ばと考えられ、これは伝承と合致しているが、この話自体は歴史家から伝説の類と考えられている。ローマ人がブリタンニアを放棄してからほんの数十年しか経っていないこの時代には、ケントには他の地域よりも多くのローマ帝国の名残が残っていた可能性が指摘されている。
このアングロサクソン人の侵入はこのように様々な集団のと、その指揮権を有していた指導者との軍事協力という形で行われていた可能性がある。サセックス王エレはまさにこの種の指導者であった。そしてひとたび国の形成がなされると今度は互いに覇を競い合う事となり、他の集団の支配権が貢納という形で富をもたらした。小さな勢力は好戦的な第3勢力に対するために「宗主」として大きな勢力に保護を求めた。この「宗主権」というものがこの時代のアングロサクソン社会の特色であり、また恐らくはエゼルベルトの時代から始まったとされている。 しかしながら細かな詳細は不明、また「宗主」という記述は9世紀以降のものである。
この時代のケント王国の資料として731年にノーサンブリアの学僧ベーダ・ヴェネラビリスが書いた『イングランド教会史』が挙げられる。ベーダはとくにイングランドのキリスト教化の事項に興味を示しており、エゼルベルトが最初のキリスト教を信仰したアングロサクソンの王であった事から前期に書かれた王よりも多くの正確性のある情報を残している。ベーダは殊にイングランドのキリスト教化に関心を持ち、またエゼルベルトがアングロサクソン諸国の中でキリスト教に帰依した最初の王であった事もあり、彼の時代より王達よりも多くの有力な情報をエゼルベルトに関して書き残している。ベーダの言を書き残した人の中にカンタベリーの聖ペテロ・聖パウロ修道院（後に聖アウグスティヌス修道院と改称）の院長であったアルビヌスがいる。また別の重要な資料として、890年代にウェセックスにおいて別々の年代を編纂されたアングロサクソン年代記があり、その中の一部にエゼルベルトの時代のケント王国について触れている。
これに加えて、大陸のフランク王国側から、6世紀の教会人トゥールのグレゴリウスにより書かれた史書があり、これにケントに関しての記述がある。これはまた、アングロサクソンに関する最も初期の記述でもある。また教皇グレゴリウス1世の手紙の一部は現存しており、597年カンタベリーのアウグスティヌスの伝道に関する内容を伝えている。これらの資料は伝道そのものを伝えるものであったが、同時にこの時代のケント王国の状況、また近隣諸国との関係を裏付ける資料としても利用価値がある。また別の資料にはケント王国の王族系譜および初期の勅許も含まれている。これらの勅許は王から家臣、教会に対する封土の記録が記載されており、ローマ帝国の属領ブリタンニア以降イングランドが形成される時代における最古の記述を含む書類でもある。この資料はエゼルベルトの時代に記された元本ではないが、筆写された写本としてその一部が現存している。またここにはエゼルベルトが制定した法規内容も見受けられる。

## 系譜、伝承
ベーダによれば、エゼルベルトはケント伝承の始祖ヘンゲストの直系の子孫だとしており、「エゼルベルトはイルミンリッチ(Irminric)の息子、イルミンリッチはオクタ(Octa)の息子、オクタはエリッチ(Oeric)を祖父とし、姓をオイシュ(Oisc)と呼んだ。ゆえにケント人の王はオイシングス(Oiscings)という名で知られる」と書いている.”。この系譜を証言するもうひとつの資料に『ヒストリア・ブリットヌム』があり、その中で『オクタ』と『オイシュ』の名が見受けられる 。この系譜の冒頭に書かれる最初の名は、エゼルベルトの父親とされる人物で、しばしばエルメントリッチ(Eormentric)という名が記されている。この名を直接父として記しているのはケント王の系譜のみではあるが、トゥールのグレゴリウスは、それがいつの時代の事かは記しては居ないものの、エゼルベルトの父はケント王であったとのみ記している。この『エルメントリッチ』という名はアングロサクソン人の名としては珍しく、むしろフランク人貴族の名に『エルメン(Eormen)』という名が多く見受けられる事から海峡を挟んだケントとフランク王国との関連性が示唆されている。
現在まで知られるエゼルベルトの親族として妹リコレ(Ricole)がいる。ベーダによれば、リコレは東サクソン人の王サエベルトの母親とされている。
エゼルベルトの生誕と王位継承の時期に関しては意見の相違がある。はっきりした年月を記す最も古い資料を残したベーダは、恐らくアルビヌスとの往復書簡と思われる資料の中で書き残している。それによるとエゼルベルトは616年に没し、王位は56年に及んだと言う、すなわち彼の王位継承は560年となる。またベーダは洗礼を受けてから21年の後に没したと記している（すなわち改宗は595年）。一方カンタベリーのアウグスティヌスがケントに赴いたのは597年、ベーダによればこの伝道によりエゼルベルトはキリスト教に帰依したと言う 。このようにベーダの記述には矛盾が見られる。この時代の重要な資料であるアングロサクソン年代記には、前述のベーダの残した年月と一致しておらず、また写本ごとにも相違が見られる。それぞれが異なる年代記に記された生誕時期、死亡時期、王位期間を照らし合わせてみると、王位は560年から616年、または565年から618年となるが、現存している資料がこの２つの間を行き来している。
アウグスティヌスの伝道の前にエゼルベルトがキリスト教に帰依していた可能性も一概に否定できるものではない。彼の妻はキリスト教徒であり、王宮での彼女にはフランク人の司教が控えており、従ってエゼルベルトがアウグスティヌスの伝道以前にキリスト教がどのようなものかを知っていた可能性はある。またベーダの記したエゼルベルトの没年が間違っていた可能性も否定できない。もしエゼルベルトの没年が618年であったとしたら、逆算すると彼が洗礼を受けた年は597年となり、アウグスティヌスがケントに到着後1年もせずして王を改宗させたとする伝承と合致する事となる。
トゥールのグレゴリウスは著書『フランク人の歴史』にてフランク王カリベルトの娘ベルザ(Bertha)はケントの王の息子へと嫁いだと書いており、ベーダはエゼルベルトがベルザを「両親から」受け取ったと記している。エゼルベルトの王位期間から、彼がベルザを娶った時期は560年ないし565年と推測されており、ベーダの言が言葉どおりに訳すれば、ベルダの父親カリベルトの没年である567年以前にはまず結婚していたものとされている。
しかし一方でエゼルベルトのあまりに長い王位期間も歴史家たちより疑いの目で見られている。彼の在位期間とされる56年というのは実は彼が56歳で死去したのではないかという意見がある。もしそうなら、彼の生年は560年付近となり、彼が570年代半ばで結婚する事はありえる事となる。
またトゥールのグレゴリウスによれば、フランク王カリベルトとベルザの母親であるインゴベルグとの結婚は561年よりも前でないと記している。従って、ここではエゼルベルトとベルザの婚儀は580年頃より前である事はありえそうにない。またグレゴリウスの記した年月は別の件での整合性の問題を解決している。エゼルベルトの娘であるエゼルブルホは、恐らくベルザとの子供であったと思われているが、ベーダの記したエゼルベルトとベルザの結婚の記述から年代を合わせてみるとエゼルブルホが生まれた年にベルザは齢六十となってしまう。
しかしながらトゥールのグレゴリウスはベルザの母親のインゴベルグは589年の時点では70歳であったであろうと書いている。従ってこれが事実であれば彼女がカリベルトに嫁いだ歳は齢40となる。この推測は不可能ではないが、同じくグレゴリウスによれば殊に夫カリベルトは若い女を好んだ模様であった事から、実際にありえる事とは思えない。この事より娘のベルザ自身が早く生まれたのではないかと指摘されている。一方でグレゴリウスはエゼルベルトがベルサと結婚した時点で彼を単に『ケントの人』と記し、589年の項目としてインゴベルグの死を伝える記述を590年ないし591年頃に書いているが、ここでは彼を『ケント王の息子』と記している。この記述がグレゴリウス自身がケントに関して無関心であった現れではなければ（無論フランク王国とケント王国がそのような疎遠な仲とも思えないが）、エゼルベルトの王位は589年以前に始まる事はありえない事になる。
上記の矛盾点は全て解決できるものではないが、最も考えられうる年代としてエゼルベルトの生年は560年頃、そしてベルザとの婚儀は580年頃であっただろうと考えられている。彼の統治は恐らく589年ないし590年付近で始まったのであろうと考えられている。

## ケントの王権
後世のケントの歴史において王国が共同統治されていた証拠があり、通常代表する国王がいたものの、ケント王国は東西に分かれていた。早期の時点でもそうであったかの根拠は乏しいが、早期の勅令で現在では捏造されたものとされているが、そこにはエゼルベルトが息子エアドバルドとともに王国を共同統治をしていた節が見える。エゼルベルトが東ケントの、エアドバルドが西ケントの統治をしていた可能性がある。また東ケント王は伝統的にケント王国全体の統治を担う人物がなっていた。いずれにせよ、エゼルベルトがケント王国の統治を担っていた事には変わりがない。
このような国の分割統治は6世紀から始まったものらしい。もともと東ケントが西ケントを征服して以来、東西の別々の制度が温存され、東ケントの宗主に対する下位王国としての西ケントという図式が成り立っていたらしい。これはアングロサクソン諸国の特徴として見られる傾向であり、力の大きな王国が小さな近隣諸国をこのように支配下にしていた。ケント王国の珍しい特徴として、王の息子のみが王位を主張できたらしい。もっとも、この事が王位継承の際の政治闘争を排除できたわけではなかった。
東西両ケントの首都は西ケントはロチェスター(Rochester)、東ケントはカンタベリーであった。ベーダはエゼルベルトの王宮がカンタベリーにあったとは書いていないが、カンタベリーをエゼルベルトの『メトロポリス』と記している事から、彼の玉座がここにあった事は間違いがない。